# Commandos: Zadania specjalne
Commandos: Zadania specjalne (Commandos: Beyond the Call of Duty) – komputerowa strategiczna gra czasu rzeczywistego, wyprodukowana przez hiszpańskie studio Pyro Studios i wydana przez Eidos Interactive w roku 1999, osadzona w realiach II wojny światowej. Jest to samodzielne rozszerzenie gry Commandos: Za linią wroga. Dodało ono osiem nowych misji oraz dodatkowe umiejętności dla kierowanych przez gracza komandosów.
Gra spotkała się z mieszanym przyjęciem przez recenzentów. Chwalono poprawioną w stosunku do gry podstawowej oprawę graficzną, natomiast krytykowano wysoki poziom trudności.

## Rozgrywka
Zasady gry w dodatku Zadania Specjalne zasadniczo są podobne do przedstawionych w Za linią wroga. Gracz nadal kontroluje drużynę komandosów w służbie British Army. Dodano jednak nowe misje i postacie, wprowadzono też usprawnienia mechanizmów rozgrywki.

### Dodatkowe umiejętności
Każdy komandos ma teraz do dyspozycji nowy przedmiot – kamyk. Rzut nim powoduje odwrócenie uwagi wroga. Kierowane przez gracza postacie mogą także użyć paczki papierosów do zwabienia strażników. Niemcy po dostrzeżeniu paczki schylają się, aby ją wziąć.
Komandosi mogą także pozbawić przytomności wrogich żołnierzy. Zielony Beret używa do tego celu pięści, Kierowca – pałki, a Szpieg – chloroformu. Pozbawiony przytomności żołnierz niemiecki budzi się, ucieka i alarmuje pozostałych Niemców, gdy gracz nic z nim nie zrobi. Jednak przeciwnika można zakuć w kajdanki, co pozbawia go możliwości ucieczki. Obezwładnionego żołnierza można wykorzystać do wykonania określonych czynności, prowadzenia pojazdów oraz odwracania uwagi strażników o randze takiej samej bądź niższej od porwanego Niemca. Gracz traci kontrolę nad obezwładnionym strażnikiem, gdy ten zejdzie z pola widzenia pilnującego go komandosa. Wówczas ucieka i alarmuje innych Niemców.
Nową umiejętność zyskał Szpieg – potrafi ukraść mundur obezwładnionego żołnierza i używać go tak jak w podstawowej wersji gry. Jednak może zostać rozpoznany przez żołnierzy wyższych rangą niż ten, którego mundur ukradł. Oficer Gestapo wykrywa Szpiega niezależnie od posiadanego przez niego munduru.
Kierowca posiada dodatkową broń – karabin, o większym zasięgu strzału niż pistolet.

### Nowe misje
Rozszerzenie dodało osiem misji. Rozgrywają się one na Wyspach Normandzkich, w Rastenburgu, Neubrandenburgu, Bonn, Belgradzie, Nijmegen i na wyspie Krecie. Ich celem, oprócz destrukcji celów wojskowych i przemysłowych, jest uratowanie uwięzionych sojuszników, aresztowanie oficera i przechwycenie wrogich dokumentów.

### Nowi bohaterowie
W niektórych misjach komandosom pomagają dodatkowi bohaterowie z ruchu oporu. Nie posiadają oni umiejętności charakterystycznych dla tych żołnierzy, ale za pomocą posiadanych przedmiotów mogą odwrócić uwagę wroga.
- Dragiša Skopje[26] – jugosłowiański partyzant. W latach 1934–1941 służył w Królewskiej Armii Jugosłowiańskiej. Gdy rząd Jugosławii próbował dołączyć do Osi, Dragiša zdezerterował i dołączył do partyzantów. W trakcie agresji III Rzeszy na Jugosławię trafił do niewoli. Uniknął rozstrzelania dzięki akcji komandosów[23]. Jest wyposażony w kamyk.
- Natasha Van De Zand[27] – holenderska działaczka ruchu oporu. Dołączyła do niego w roku 1943. Jej celem było wspieranie rajdów komandosów. Jest wyposażona w pistolet oraz szminkę, przy pomocy której kieruje na sobie uwagę wybranego żołnierza. Potrafi również skorzystać z paczki papierosów.

## Odbiór gry
Dodatek do Za linią wroga spotkał się z różnym przyjęciem wśród recenzentów. W Wielkiej Brytanii i Stanach Zjednoczonych oceny wahały się od 66% do 90% na maksymalne 100%, aczkolwiek ich amplituda była mniejsza niż w przypadku wersji podstawowej. Zadania Specjalne spotkały się natomiast z entuzjazmem recenzentów niemieckich czasopism.
Pozytywnie oceniono oprawę graficzną. Brett Breger z „Computer Games Magazine” twierdził, że „gra ma takie same świetnie pre-renderowane tła” jak w wersji podstawowej. Zachwycał się też interfejsem. Eduardo Paradinas z portalu MeriStation chwalił efekt płynięcia wody, a samą grafikę określił jako „doskonałą”. Według recenzenta z portalu Next-Generation Online „mapy, zabudowa, a nawet zdjęcia postaci zostały poprawione”. Tal Blevins z portalu IGN określił oprawę graficzną jako „niezłą, ale niezbyt okazałą”. Thomas Werner z pisma „PC Player” chwalił także „oryginalne scenerie” i różnorodność sposobów wykonania misji. 
Krytycy stwierdzili zarazem, że Zadania Specjalne mają jeszcze wyższy poziom trudności od gry podstawowej. Recenzent z pisma „PC Zone” pisał: „te same uczucia frustracji wzbierają ponownie, kilka sekund po spróbowaniu pierwszej misji”. Najbardziej dosadny w krytyce gry Greg Kasavin z portalu GameSpot opisał dodatek jako „cień własnego poprzednika, zarówno krótszy, jak i bardziej frustrujący niż oryginał”. Krytykował grę za mały margines błędu przyjęty dla działań gracza. Nowo nagrane głosy bohaterów określił mianem „śmiesznych”, a w dodaniu kobiety na okładce gry dopatrzył się zabiegu marketingowego.